# Heiligenkalender
Een heiligenkalender (Latijn: calendarium) geeft een lijst van naamdagen, onderverdeeld per maand.
De Katholieke Kerk onderscheidt vier soorten heiligenvieringen:
- hoogfeest, (Solemnitas)
- feest, (Festum)
- verplichte gedachtenis (Memoriam) en
- vrije gedachtenis (Ad libitum).

Zo is 1 januari het hoogfeest van Maria Moeder van God, 9 augustus het feest ter nagedachtenis van Edith Stein, 20 augustus de verplichte gedachtenis van Bernardus van Clairvaux en 14 oktober de vrije gedachtenis van Paus Callistus I.
Voor de bisdommen van een kerkprovincie kunnen de bisschoppen de rang van de naamdag van heiligen wijzigen, zodat de heiligen uit hun kerkprovincie meer aandacht krijgen. Ook kloosterorden en congregaties kunnen de feesten van heiligen en zaligen uit hun geledingen op soortgelijke wijze met hogere rang vieren. De heiligverklaring van steeds nieuwe heiligen leidt vaak tot verschuivingen op de heiligenkalender. Bij de wijziging van het Calendarium Romanum in 1969 verdween een aantal als legendarisch beschouwde heiligen uit de lijst van kerkelijke feestdagen.
Veel van deze naamdagen zijn tevens merkeldagen.

## Januari
- 1 januari - Z. Hugolinus van Gualdo, kluizenaar, kloosterstichter
- 1 januari - Maria, heilige moeder van God - Hoogfeest (Lukas 1:28 &c.)
- 1 januari - H. Zygmunt Gorazdowski, priester
- 1 januari - H. Fanchea van Rossory, kloosterstichtster
- 1 januari - Z.Z. René en Jean Baptiste Lego, martelaars
- 2 januari - HH. Basilius de Grote en Gregorius van Nazianze, bisschoppen en kerkleraren - Gedachtenis
- 2 januari - Z. Joseph Moreau, Jean-Michel Langevin, Jeanne Onillon, martelaars
- 2 januari - H. Gaspar Bufalo, geestelijke
- 3 januari - H. Bertilia, kloosterstichtster
- 3 januari - H. Genoveva, kloosterlinge
- 3 januari - H. Adalardus, abt - Gedachtenis in het Bisdom Gent
- 3 januari - Z. Alain de Solminihac, bisschop
- 3 januari - H. Lucianus van Lentini, bisschop
- 4 januari - H. Elisabeth Anna Bayley Seton
- 4 januari - H. Pharaïldis van Gent, maagd
- 5 januari - H. Eduard de Belijder, koning
- 5 januari - H. Gerlachus van Houthem, kluizenaar
- 5 januari - H. Genoveva Torres Morales, ordestichtster
- 5 januari - H. Karel Houben of Karel van Sint Andries, priester, C.P.
- 5 januari - H. Karel van Sezze, mysticus
- 5 januari - Z. Jacques Ledoyen, martelaar
- 5 januari - Z. Maria Repetto, geestelijke
- 6 januari - Driekoningen (Epifanie of Openbaring van de Heer) - Hoogfeest (Mattheus 2:1-12)[1]
- 6 januari - Z. Broeder André, kloosterling
- 6 januari - Z. François Peltier, martelaar
- 7 januari - H. Lucianus van Antiochië, martelaar
- 7 januari - Z. Maria Theresia Haze, ordestichtster
- 7 januari - H. Raimundus van Penyafort, priester, O.P.
- 7 januari - H. Tillo, abt, kluizenaar
- 8 januari - H. Goedele van Brussel, maagd
- 8 januari - H. Hendrik van Arnsberg, graaf, kloosterstichter
- 8 januari - Z. Eurosia Fabris, weduwe
- 8 januari - H. Pega, kluizenares
- 9 januari - H. Petrus van Sebaste, bisschop
- 9 januari - Z. Gregorius X, paus
- 10 januari - H. Leonie Aviat, kloosterstichteres
- 10 januari - Z. Anna der Engelen Monteguado, geestelijke
- 11 januari - H. Theodosius, monnik
- 11 januari - H. Salvius van Amiens, bisschop
- 12 januari - H. Antonius Maria Pucci, priester
- 12 januari - Z. Bernardus van Corleone, lekenbroeder
- 13 januari - H. Designatus van Maastricht, bisschop
- 13 januari - H. Remigius, bisschop
- 13 januari - Z. Stephanus van Luik, kloosterstichter, abt
- 13 januari - Z. Yvetta van Hoei, weduwe
- 13 januari - H. Hilarius, bisschop en kerkleraar
- 14 januari - Z. Valentinus Paquay, priester heilig paterke van Hasselt
- 14 januari - Z. Petrus Donders, priester, C.ss.R. - Gedachtenis in de Bisdommen ’s-Hertogenbosch en Breda
- 14 januari - H. Macrina de Oude, weduwe
- 15 januari - H. Arnold Janssen, priester - Gedachtenis in het Bisdom Roermond
- 15 januari - H. Emebertus, bisschop
- 15 januari - H. Maurus, abt
- 15 januari - H. Paulus van Thebe, kluizenaar
- 16 januari - H. Tillo van Solignac, abt
- 16 januari - H. Honoratus, aartsbisschop
- 17 januari - H. Antonius, abt - Gedachtenis
- 17 januari - H. Genulphus
- 17 januari - H. Roseline van Villeneuve-les-Avignon, priorin
- 17 januari - H. Sulpicius, kloosterstichter, aartsbisschop[bron?]
- 17 januari - H. Sulpitius, bisschop
- 17 januari - Z. Gregor Khomysyn, bisschop en martelaar
- 18 januari - Z. Beatrix van Este, de Jonge, kloosterstichtster
- 18 januari - HH. Faustina en Liberata, kloosterstichteressen
- 18 januari - H. Jaime Hilario Barbal, martelaar
- 18 januari - H. Margaretha van Hongarije, kloosterling
- 18 januari - H. Prisca van Rome, martelares
- 19 januari - H. Abachum, Audifax en Marius, martelaren
- 19 januari - H. Agritius van Trier, bisschop
- 19 januari - Z. Beatrix van Lens, kloosterstichtster
- 19 januari - H. Knoet IV, koning, martelaar
- 20 januari - H. Fabianus, paus en martelaar
- 20 januari - H. Sebastianus, martelaar
- 20 januari - H. Vigeanus, kluizenaar
- 20 januari - H. Euthymius de Grote, bisschop
- 21 januari - H. Agnes, maagd en martelares - Gedachtenis
- 21 januari - H. Maccalinus, kloosterstichter, abt
- 21 januari - H. Epiphanius van Pavia, bisschop
- 22 januari - Z. Laura Vicuna, martelares
- 22 januari - H. Blaesilla, weduwe
- 22 januari - H. Vincentius, diaken en martelaar
- 22 januari - Z. Walter van Bierbeek, monnik
- 22 januari - H. Vincenzo Pallotti, ordestichter
- 23 januari - Z. Henricus Seuse, monnik, O.P.
- 23 januari - Z. Nicolaus Gross, martelaar
- 23 januari - H. Josephus Cafasso, priester
- 24 januari - H. Bertrand, abt
- 24 januari - H. Franciscus van Sales, bisschop en kerkleraar - Gedachtenis
- 24 januari - ZZ. Martelaren van Podlasië of Martelaren van Pradulin
- 25 januari - Bekering van de heilige apostel Paulus - Feest
- 25 januari - H. Dwyn, prinses
- 26 januari - H. Bathildis, koningin, weduwe
- 26 januari - HH. Timoteüs en Titus, bisschoppen - Gedachtenis
- 26 januari - Z. Michael Kozal, bisschop en martelaar
- 26 januari - H. Paula van Rome, kloosterstichteres
- 27 januari - H. Angela Merici, stichteres kloosterorde
- 27 januari - Z. Johannes van Waasten, bisschop
- 27 januari - Z. Paul Josef Nardini, priester
- 28 januari - H. Thomas van Aquino, priester en kerkleraar - Gedachtenis
- 28 januari - H. Karel de Grote, keizer
- 28 januari - H. Josef Freinademetz, priester
- 28 januari - H. Peter Nolasco, ordestichter
- 28 januari - Z. Mosè Tovini, priester
- 29 januari - Z. Karel van Sayn, abt
- 29 januari - H. Poppo van Stavelot, abt
- 30 januari - H. Aldegonda van Maubeuge, abdis
- 30 januari - H. Mutien-Marie Wiaux
- 30 januari - H. paus Felix IV, martelaar
- 31 januari - Z. Emma, koningin
- 31 januari - H. Marcella, martelaar
- 31 januari - H. Johannes (Don) Bosco, priester - Gedachtenis
- 31 januari - Z. Maria Christina, koningin
- 31 januari - H. Veronus van Lembeek, belijder
- 31 januari - H. Franciscus Xaverius Bianchi, priester

## Februari
- 1 februari - H. Severus van Ravenna, bisschop
- 1 februari - Z. Louise en Louise Aimée Dean de Luigné, Marie Genevève en Marthe Poulain de la Forestrie, martelaars
- 1 februari - H. Brigitta van Kildare, abdis
- 1 februari - H. Sigisbert van Austrasië, koning
- 1 februari - Z. Luigi Variara, ordestichter
- 2 februari - Opdracht van de Heer in de Tempel (Maria Lichtmis) - Feest †
- 2 februari - H. Adalband van Ostravent, hoveling, martelaar
- 2 februari - H. Colombanus, kluizenaar
- 2 februari - H. Hadeloga, abdis
- 2 februari - H. Johanna de Lestonnac, ordestichter
- 2 februari - H. Rhodippus, bisschop
- 3 februari - H. Adelinus van Celles, kloosterstichter
- 3 februari - H. Berlindis van Meerbeke en Nona van Meerbeke, kluizenaars
- 3 februari - H. Blasius, bisschop en martelaar
- 3 februari - H. Ansgarius, bisschop
- 3 februari - H. Laurentius van Canterbury, bisschop
- 3 februari - H. Claudine Thevenet, ordestichtster
- 3 februari - Z. Marie Rivier, ordestichster
- 3 februari - H. Willem van Maleval, kluizenaar en ordestichter
- 4 februari - H. Joanna, koningin
- 4 februari - H. Rembertus, aartsbisschop
- 4 februari - H. Veronica
- 4 februari - H. Vulgis, abt
- 5 februari - H. Agatha, maagd en martelares
- 5 februari - H. Agricola, bisschop
- 6 februari - H. Amandus, bisschop
- 6 februari - HH. Paulus Miki en Gezellen, martelaren
- 6 februari - H. Dorothea van Cappadocië, martelares
- 6 februari - H. Vedastus van Arras, bisschop
- 6 februari - H. Hildegonda van Meer, religieuze
- 7 februari - H. Amolvinus van Lobbes, abt
- 7 februari - H. Chrysolius, bisschop
- 7 februari - H. Hadeloga, kloosterstichtster
- 7 februari - Z. Pius IX, paus
- 7 februari - Z. Johannes van Triora, martelaar
- 7 februari - Z. Eugenia Smet, ordestichtster
- 8 februari - H. Hiëronymus Emiliani, priester
- 8 februari - H. Josephina Bakhita,
- 8 februari - H. Meingold, martelaar
- 8 februari - Z. Anna Catharina Emmerich, mystica
- 9 februari - H. Apollonia, martelares
- 9 februari - H. Michael Febres Cordero, kloosterling
- 10 februari - Z. Hugo van Fosses, abt
- 10 februari - H. Scholastica, maagd
- 10 februari - Z. Alojzije Stepinac, bisschop en martelaar
- 11 februari - Heilige maagd Maria van Lourdes
- 12 februari - H. Benedictus van Aniane, abt
- 12 februari - H. Benedictus Biscop
- 13 februari - H. Harlindis en Relindis, maagden
- 13 februari - Z. Jordanus van Saksen, O.P.
- 14 februari - HH. Cyrillus, monnik, en Methodius, bisschop, patronen van Europa
- 14 februari - H. Valentinus, bisschop en martelaar
- 15 februari - H. Siegfried van Växjö, bisschop
- 16 februari - H. Juliana van Nicodemie, martelares
- 16 februari - H. Onesimus, bisschop (Brief aan Filemon)
- 16 februari - Z. Simon Fidati van Cascia, priester
- 17 februari - Zeven HH. Stichters van de Servieten van Maria
- 17 februari - H. Fintan van Clonenagh, kloosterstichter
- 18 februari - Z. Fra Angelico, artiest
- 19 februari - H. Coenraad, kluizenaar en belijder
- 19 februari - H. Bonifatius van Lausanne, bisschop
- 20 februari - H. Eucherius, bisschop, monnik
- 20 februari - H. Eucherius van Maastricht, bisschop
- 20 februari - H. Falco, bisschop
- 20 februari - Z. Jacinta Marto (Fátima), belijdster
- 21 februari - Z. Pepijn van Landen, hofmeier
- 21 februari - H. Petrus Damiani, bisschop en kerkleraar
- 22 februari - Cathedra van de heilige apostel Petrus - Feest, (Lukas 6:14)
- 22 februari - Z. Émilie d'Oultremont, ordestichtster
- 22 februari - H. Margarita van Cortona, mystica
- 23 februari - Z. Isabella van Frankrijk, prinses
- 23 februari - H. Polycarpus, bisschop en martelaar
- 24 februari - H. Adela, koningin
- 24 februari - H. Ethelbert van Kent, koning
- 25 februari - Z. Constantius van Fabriano
- 25 februari - H. Papias, martelaar
- 25 februari - H. Walburga, abdis
- 26 februari - Z. Leo van Sint-Bertinus, abt
- 26 februari - H. Porphyrius van Gaza, bisschop
- 26 februari - H. Alexander van Alexandrië, patriarch
- 27 februari - H. Gabriël van de Moeder van Smarten, monnik
- 27 februari - Z. Marie de Jésus Deluil-Martiny, kloosterstichteres, martelaar
- 28 februari - H. Elisabeth van Pommeren, keizerin en kloosterlinge
- 28 februari - HH. Romanus van Condat en Lupicinus van Lauconne, abten
- 28 februari - H. Hedwig van Polen, koningin
- 29 februari - H. Oswald, bisschop OSB
- 29 februari - H. Hilarius, paus

## Maart
- 1 maart - H. Suitbertus, bisschop
- 1 maart - H. David van Wales, bisschop
- 2 maart - Z. Karel de Goede, martelaar
- 3 maart - H. Catharina Drexel, kloosterlinge
- 3 maart - H. Kunigonde van Luxemburg, keizerin en kloosterling
- 3 maart - Z. Fredericus van Hallum, abt
- 4 maart - H. Casimir, koning
- 4 maart - H. Humbertus, graaf
- 4 maart - Z. Giovanni Farina, bisschop en ordestichter
- 5 maart - H. Olivia van Brescia, maagd en martelares
- 5 maart - H. Carthach de Oude, bisschop
- 5 maart - H. Johannes Josephus van het Kruis, geestelijke
- 6 maart - H. Agnes van Bohemen, kloosterstichtser
- 6 maart - H. Cadroe, abt
- 6 maart - H. Coletta Boillet, ordestichteres
- 7 maart - HH. Perpetua en Felicitas, martelaressen
- 7 maart - Z. Reinhard, monnik, abt
- 8 maart - H. Johannes de Deo, kloosterling
- 8 maart - H. Siméon Berneux, martelaar
- 9 maart - H. Francisca Romana, kloosterlinge
- 9 maart - Z. Dominico Savio, scholier
- 10 maart - H. Johannes Ogilvie, priester en martelaar
- 10 maart - H. Marie Eugénie van Jezus, ordestichtster
- 11 maart - H. Euphrasia van Constantinopel, maagd
- 11 maart - H. Vindicianus, bisschop
- 12 maart - Z. Dionysius de karthuizer, schrijver
- 12 maart - H. Innocentius, paus
- 12 maart - H. Luigi Orione, ordestichter
- 12 maart - Z. Rutilio Grande SJ, martelaar
- 13 maart - H. Leander van Sevilla, bisschop
- 14 maart - H. Mathilde, koningin
- 15 maart - H. Clemens Hofbauer, kloosterling
- 15 maart - Z. Artemide Zatti, salesiaan
- 15 maart - H. Longinus van Cesarea (Johannes 19:34 §)
- 16 maart - H. Eusebia, abdis
- 16 maart - H. Heribert van Keulen, bisschop
- 17 maart - H. Pelagia van Tarsus, martelaar
- 17 maart - H. Gertrudis van Nijvel, maagd
- 17 maart - H. Patricius, bisschop
- 17 maart - H. Jozef van Arimatea (Johannes 19:38)
- 18 maart - H. Cyrillus van Jeruzalem, bisschop en kerkleraar
- 18 maart - H. Eduard van Engeland, koning en martelaar
- 19 maart - H. Jozef, bruidegom van de heilige maagd Maria - Hoogfeest (Matheus 1:19-25 &c.)
- 19 maart - HH. Landoaldus en Amantius, priester en diaken
- 20 maart - H. Clemens van Ierland, monnik, geleerde
- 20 maart - H. Cuthbertus van Lindisfarne, bisschop
- 20 maart - H. Irmgard, keizerin
- 20 maart - H. Józef Bilczewski, bisschop
- 21 maart - H. Axel van Lund, aartsbisschop
- 21 maart - H. Endeus, kloosterstichter
- 21 maart - H. Serapion, kerkgeleerde
- 21 maart - Z. Nicolaas van Flüe, belijder
- 21 maart - Z. Clementia van Öhren, weduwe
- 22 maart - Z. Eelco Liaukama, abt en martelaar
- 22 maart - Z. Clemens August kardinaal von Galen, bisschop
- 22 maart - Z. Hugolinus van Cortona, kluizenaar
- 23 maart - H. Turibius de Mogrovejo, bisschop
- 23 maart - Z. Methodius Trčka, martelaar
- 24 maart - H. Catharina van Zweden (heilige), abdis
- 25 maart - Aankondiging van de Heer (Maria Boodschap) - Hoogfeest (Lukas 1:28)
- 25 maart - H. Dismas, bekeerling (Lukas 23:40-43 §)
- 25 maart - Z. Eberhard van Nellenburg, graaf, monnik, kloosterstichter
- 26 maart - H. Liudger, bisschop
- 27 maart - H. Rupertus van Salzburg, bisschop
- 28 maart - H. Ebregisus, bisschop
- 28 maart - H. Gontram van Bourgondië, koning
- 28 maart - H. Gundelindis, abdis
- 28 maart - H. Jozef Pelczar, bisschop
- 29 maart - Z. Hugo van Vaucelles, monnik
- 29 maart - HH. Jonas en Barachisius, monniken en martelaren
- 29 maart - HH. Gwynllyw en Gladys, koningspaar
- 30 maart - Z. Amadeus, hertog
- 30 maart - H. Leonard Murialdo, priester
- 30 maart - H. Quirinus van Rome, martelaar
- 30 maart - Z. Ludovicus van Casorio, ordestichter
- 31 maart - H. Aldo, abt
- 31 maart - H. Cornelia van Tunis

## April
- 1 april - H. Hugo van Bonnevaux, abt
- 1 april - H. Hugo van Grenoble, bisschop
- 1 april - H. Irene van Thessaloniki, martelares
- 1 april - H. Walric(us), abt
- 2 april - H. Franciscus van Paola, kluizenaar
- 2 april - H. Maria van Egypte, boetelinge
- 2 april - Z. Pedro Calungsod, martelaar
- 2 april - Z. Nikolaas Charnetskyi, martelaar
- 4 april - H. Isidorus van Sevilla, bisschop en kerkleraar
- 4 april - H. Benedictus de Afrikaan
- 4 april - Z. Francesco Marto, belijder
- 4 april - H. Gaetano Catanoso, priester
- 4 april - Z. Hendrik van Villers, monnik
- 4 april - H. Hildebert van Gent, martelaar
- 4 april - H. Gaetano Catanoso, ordestichter
- 5 april - H. Vincent Ferrer, priester, O.P.
- 5 april - Z. Eva van Luik, kluizenaar
- 5 april - H. Juliana van Cornillon, maagd
- 5 april - Z. Mariano de la Mata, missionaris
- 6 april - H. Petrus Martyr, martelaar
- 6 april - H. Brychan van Brecknock, koning
- 6 april - Z. Pierina Morosini, martelares
- 7 april - H. Aybertus, kluizenaar, priester
- 7 april - H. Brynach, kluizenaar
- 7 april - H. Jean-Baptiste de la Salle, priester
- 8 april - Z. Assunta Maria Liberta Pallotta, lekenzuster
- 8 april - H. Julie Billiart, ordestichteres
- 9 april - H. Hugo van Rouen, bisschop
- 9 april - H. Prochorus, diaken en martelaar
- 9 april - H. Vedulphus, bisschop
- 9 april - H. Waltrudis, kloosterstichtster, abdis
- 10 april - H. Macharius, pelgrim
- 10 april - H. Magdalena van Canossa, ordestichteres
- 11 april - H. Antipas
- 11 april - H. Barsanuphius, kluizenaar
- 11 april - HH. Domnio en Gezellen, martelaren
- 11 april - H. Gemma Galgani, mystica
- 11 april - Z. George Gervase, martelaar
- 11 april - H. Godeberta van Noyon, abdis
- 11 april - H. Guthlac, monnik
- 11 april - H. Hendrik van Hongarije, prins
- 11 april - H. Hildebrand, martelaar
- 11 april - H. Isaac van Syrië, ordestichter
- 11 april - Z. Johannes van Cupramontana, kluizenaar
- 11 april - H. Raynerius van Osnabrück, kluizenaar
- 11 april - H. Sancha, kloosterbouwster
- 11 april - H. Stanislas van Krakau, bisschop en martelaar
- 11 april - H. Stefanus van St-Gilles, abt & martelaar
- 11 april - Z. Waltman van Kamerijk, abt
- 12 april - H. Julius I, paus
- 13 april - Z. Ida van Leuven, mystica
- 13 april - H. Martinus I, paus en martelaar
- 15 april - H. Damiaan, priester
- 15 april - H. Rodan, kloosterstichter
- 15 april - Z. César de Bus, ordestichter
- 16 april - H. Bernadette Soubirous
- 16 april - H. Benedictus Josef Labre
- 16 april - H. Drogo, kluizenaar
- 16 april - H. Encratia van Saragossa
- 17 april - Z. Gervinus van Oudenburg, abt
- 17 april - H. Kateri Tekakwitha, belijdster
- 17 april - H. Landricus van Zinnik, bisschop
- 18 april - H. Agia, kloosterling
- 18 april - Z. Idesbald, abt
- 18 april - H. Ursmarus, bisschop
- 19 april - H. Leo IX, paus
- 19 april - H. Timon, diaken en martelaar
- 19 april - H. Werner, arbeider
- 20 april - H. Hugo van Poitiers, prior
- 20 april - Z. Oda van Rivreulle, kloosterlinge
- 21 april - H. Anselmus, bisschop en kerkleraar
- 21 april - H. Koenraad van Parzham, geestelijke
- 22 april - Z. Marie Gabriella, geestelijke
- 23 april - H. Joris, martelaar
- 23 april - H. Adelbertus van Praag bisschop en martelaar
- 24 april - H. Benedictus Menni, priester
- 24 april - H. Fedelis van Sigmaringen, priester en martelaar
- 24 april - H. Egbertus, monnik en priester
- 24 april - H. Maria Euphrasia Pelletier, ordestichter
- 25 april - H. Erminus, abt
- 25 april - Z. Herman markgraaf, kloosterling
- 25 april - H. Marcus, evangelist - Feest
- 25 april - Z.Z. Andrés Molist, Antonio Lários en Anacleto Flores, martelaars
- 25 april - Z. Maria Elisabeth Hesselblad, kloosterlinge
- 26 april - H. Richarius, priester, kluizenaar
- 27 april - H. Adelelmus van Vlaanderen, monnik
- 27 april - H. Floribertus, bisschop
- 27 april - H. Petrus Canisius, priester en kerkleraar
- 27 april - H. Zita van Lucca, maagd
- 27 april - Z. Petrus Armengol, martelaar
- 27 april - Z. Marianna van Jezus, kloosterlinge
- 28 april - H. Petrus Chanel, priester en martelaar
- 28 april - H. Louis-Marie Grignion de Montfort, ordestichter
- 28 april - H. Gianna Baretta Molla,
- 29 april - H. Ava, abdis
- 29 april - H. Catharina van Siena, maagd en kerklerares, co-patrones van Europa
- 29 april - H. Hugo de Grote, abt
- 29 april - Z. Robrecht van Brugge, abt
- 29 april - H. Roswitha, abdis
- 30 april - Z. Bernardus van Lippe, graaf, bisschop
- 30 april - H. Forannan, abt
- 30 april - Z. Hildegard, keizerin, ordestichtster
- 30 april - H. Pius V, paus
- 30 april - H. Radulf van Affligem, monnik
- 30 april - H. Quirillus, bisschop

## Mei
- 1 mei - H. Evermarus, martelaar
- 1 mei - H. Bertha van Avenay, maagd en martelares
- 1 mei - H. Jozef, de Arbeider
- 1 mei - H. Mafalda van Portugal, koningin, kloosterlinge
- 1 mei - H. Marculphus, abt
- 1 mei - H. Peregrinus Laziosi
- 1 mei - H. Ricardo Pampuri, arts, ordestichter
- 2 mei - H. Athanasius, bisschop en kerkleraar
- 2 mei - H. Frederik van Luik, bisschop
- 2 mei - H. José María Rubio y Peralta, priester
- 2 mei - H. Mafalda, koningin
- 2 mei - H. Ultanus, abt
- 3 mei - H. Ansfridus, graaf, bisschop
- 3 mei - HH. Filippus en Jacobus, apostelen - Feest
- 4 mei - H. Florianus, martelaar
- 4 mei - H. Venerius van Milaan, bisschop
- 5 mei - H. Maurontius, kloosterstichter
- 5 mei - Z. Nuntius Sulprizio, belijder
- 7 mei - H. Domitianus van Hoei, bisschop
- 7 mei - H. Agostino Roscelli, ordestichter
- 7 mei - H. Boris van Bulgarije, vorst, monnik
- 7 mei - H. Domnius van Salona, bisschop
- 7 mei - Z. Gisela, koningin, abdis
- 8 mei - H. Ida van Nijvel, ordestichtster
- 8 mei - HH. Wiro, Plechelmus en Otger, priester en diaken
- 8 mei - H. Magdalena van Canossa, ordestichteres
- 9 mei - Z. Theresia Gerhardinger, ordestichteres
- 10 mei - H. Johannes van Ávila, jezuïet
- 10 mei - Z. Beatrix d'Este, kloosterlinge
- 10 mei - H. Comgall van Bangor, kloosterstichter
- 10 mei - H. Damiaan, priester
- 10 mei - HH. Alphius, Philadelphus en Cyrinus, drie broers-martelaars vereerd op Sicilië
- 11 mei - H. Gangulphus, martelaar
- 11 mei - H. Mamertus, bisschop (IJsheilige)
- 11 mei - H. Walbertus, belijder
- 11 mei - H. Franciscus Geronimo, geestelijke
- 11 mei - H. Majolus, abt
- 11 mei - H. Ignatius van Laconi, lekenbroeder
- 12 mei - H. Pancratius, martelaar (IJsheilige)
- 12 mei - HH. Nereus en Achilleus van Rome, martelaren
- 12 mei - H. Richtrudis, abdis
- 13 mei - Onze-Lieve-Vrouw van Fátima
- 13 mei - H. Rolendis
- 13 mei - H. Servatius, bisschop (IJsheilige)
- 14 mei - H. Mattias, apostel - Feest (Handelingen 1:26)
- 14 mei - H. Bonifatius van Tarsus, martelaar (IJsheilige)
- 14 mei - H. Corona van Egypte
- 15 mei - H. Dymphna van Geel, martelares
- 15 mei - H. Isidorus van Madrid, Landarbeider
- 15 mei - H. Gerebernus, priester en martelaar
- 15 mei - Sophia van Rome
- 16 mei - H. Johannes Nepomucenus
- 16 mei - H. Brendanus, kloosterstichter
- 17 mei - Z. Ivan Ziatyk martelaar
- 18 mei - H. Erik, koning, martelaar
- 18 mei - H. Johannes I, paus en martelaar
- 18 mei - H. Paschalis Baylon, lekenbroeder
- 18 mei - H. Felix van Cantalice, lekenbroeder
- 19 mei - H. Hadulphus, bisschop
- 19 mei - H. Ivo Hélory
- 19 mei - H. Crispinus van Viterbo, lekenbroeder
- 20 mei - H. Bernardinus van Siena, priester
- 21 mei - H. Christophorus Magellaen priester en gezellen, martelaren
- 21 mei - H. Charel Joseph Eugen de Mazenod, bisschop en ordestichter
- 21 mei - H. Constantijn de Grote, keizer
- 21 mei - Z. Franz Jägerstätter, nazislachtoffer
- 21 mei - H. Herman Jozef van Steinfeld, mysticus
- 22 mei - H. Rita van Cascia, kloosterlinge
- 22 mei - H. Joachima de Vedruna, ordestichtster
- 23 mei - H. Guibert, kloosterstichter
- 23 mei - H. Ivo van Chartres, bisschop
- 24 mei - H. Dagmar, koningin
- 24 mei - Z. Giovanni Boccardo, ordestichter
- 24 mei - Z. Louis Zéphirin Moreau, ordestichter
- 25 mei - H. Beda de eerbiedwaardige, priester en kerkleraar, O.S.B.
- 25 mei - H. Gregorius VII, paus
- 25 mei - H. Maria Magdalena de’ Pazzi, mystica
- 25 mei - H. Magdalena Sophie Barat, ordestichteres
- 25 mei - H. Zenobius van Firenze, bisschop
- 26 mei - H. Filippus Neri, priester, ordestichter
- 26 mei - H. Ursula Ledochowska, kloosterlinge
- 27 mei - H. Augustinus van Canterbury, bisschop
- 27 mei - Z. Bruno van Würzberg, bisschop
- 28 mei - H. Germanus, bisschop
- 28 mei - Z. Margaretha Pole, martelares
- 30 mei - H. Jeanne d'Arc, maagd
- 30 mei - H. Joseph Marello, bisschop
- 30 mei - H. Zdislava van Lembert
- 30 mei - H. Ferdinandus, koning
- 31 mei - Maria Visitatie - Feest (Lukas 1:39-56)
- 31 mei - H. Felix van Nicosia, kloosterling
- 31 mei - H. Mechtildis, abdis

## Juni
- 1 juni - H. Justinus, martelaar
- 1 juni - H. Annibale Maria di Francia, ordestichter
- 2 juni - HH. Marcellinus en Petrus, martelaren
- 2 juni - H. Erasmus, bisschop en martelaar
- 3 juni - HH. Carolus Lwanga en gezellen, martelaren van Oeganda
- 3 juni - H. Johannes XXIII, paus
- 3 juni - H. Kevin, kluizenaar
- 3 juni - H. Clothildis, koningin
- 4 juni - Z. Margaretha van Hertoginnedal, abdis
- 4 juni - H. Filippo Smaldone, priester
- 4 juni - Z. Francesco Pianzola, ordestichter
- 5 juni - H. Bonifatius, bisschop en martelaar
- 5 juni - Z. Ferdinand van Portugal, kruisvaarder
- 6 juni - H. Norbertus, bisschop
- 6 juni - H. Jarlath van Tuam, bisschop
- 6 juni - H. Rafael Guízar y Valencia, bisschop
- 6 juni - H. Marcellinus Champagnat, ordestichter
- 7 juni - Z. Anna van Sint-Bartolomeus, kloosterstichtster
- 7 juni - H. Antonius Gianelli, ordestichter
- 8 juni - H. Chlodulf, bisschop
- 8 juni - H. Medardus van Noyon, bisschop
- 9 juni - H. Efrem de Syriër, diaken en kerkleraar
- 9 juni - Z. Luigi Boccardo, priester
- 10 juni - Z. Edward Poppe, priester
- 11 juni - H. Aleidis van Schaarbeek, kloosterlinge, mystica
- 11 juni - H. Barnabas, apostel
- 11 juni - Z. Hugo van Marchiennes, abt
- 11 juni - H. Paula Frassinetti, ordestichteres
- 12 juni - H. Cunera, maagd en martelares
- 12 juni - Z. Helena van Polen, koningin
- 12 juni - Z. Lorenzo Salvi, geestelijke
- 12 juni - H. Odulphus, priester, monnik
- 12 juni - H. Gaspar Bertoni, ordestichter
- 13 juni - H. Antonius van Padua, priester en kerkleraar, O.F.M.
- 14 juni - H. Lidwina, maagd
- 15 juni - H. Vitus, martelaar
- 15 juni - HH. Domitianus en Hadelind, monniken
- 15 juni - H. Germana Cousin, maagd
- 15 juni - H. Landelinus, abt
- 16 juni - H. Lutgardis van Tongeren, cisterciënzerin en mystica
- 16 juni - H. Benno van Meißen, bisschop
- 17 juni - H. Reinier van Pisa, kluizenaar
- 17 juni - H. Theresia van Portugal, koningin, kloosterlinge
- 17 juni - H. Gregorius Barbarigo, kardinaal
- 18 juni - H. Maria Dolorosa van Brabant, martelares
- 18 juni - H. Alena van Dilbeek, martelares
- 19 juni - Z. Odo van Doornik, bisschop
- 19 juni - H. Romualdus, abt
- 20 juni - Z. Margaretha Ebner, mystica
- 21 juni - H. Albanus, martelaar
- 21 juni - H. Aloysius Gonzaga, kloosterling, S.J.
- 21 juni - H. Martinus van Tongeren, bisschop
- 22 juni - H. Domitianus van Hoei, bisschop
- 22 juni - H. Paulinus van Nola, bisschop
- 22 juni - HH. John Fisher, bisschop en Thomas More, martelaren
- 22 juni - H. Achatius, martelaar
- 22 juni - H. Waltherius,
- 23 juni - Z. Basil Hopko, bisschop, martelaar
- 23 juni - H. Josef Cafasso, priester
- 23 juni - H. Hidulphus van Henegouwen, graaf, monnik
- 23 juni - H. Libertus van Kamerijk, bisschop
- 23 juni - H. Maria van Oignies, weduwe, mystica
- 23 juni - H. Walhere van Dinant, martelaar
- 24 juni - Geboorte van de H. Johannes de Doper - Hoogfeest (Lukas 1:57 &c.)[2]
- 24 juni - H. Alena van Brussel, martelares
- 24 juni - H. Rumoldus (Rombout), bisschop, martelaar
- 24 juni - H. Theodulphus van Lobbes, abt-bisschop
- 25 juni - H. Wilhelmus van Vercelli, ordestichter
- 26 juni - H. Vigilius, bisschop en martelaar
- 26 juni - H. Jozefmaria Escrivá, stichter van het Opus Dei
- 26 juni - Z. Volodymyr Pryjama, martelaar
- 27 juni - H. Cyrillus van Alexandrië, bisschop en kerkvader
- 27 juni - H. Ladislaus, koning
- 28 juni - H. Irenaeus van Lyon, bisschop en martelaar
- 29 juni - HH. Petrus (Mattheus 4:18 &c.) en Paulus, apostelen (Handelingen 9:5 &c.) - Hoogfeest
- 30 juni - H. Clotsildis, abdis
- 30 juni - Z. Basilius Velyckovsky, bisschop en martelaar
- 30 juni - Eerste martelaren van de Romeinse Kerk

## Juli
- 1 juli - Z. Junipero Serra, missionaris
- 1 juli - H. Theodoricus, abt
- 1 juli - H. Leonardus van Bretagne, bisschop
- 2 juli - HH. Processus en Martinianus, martelaren
- 2 juli - H. Otto van Bamberg, bisschop en ordestichster
- 3 juli - H. Guthago, kluizenaar
- 3 juli - H. Thomas, apostel - Feest
- 4 juli - H. Bertha van Blagny, kloosterstichtster
- 4 juli - Z. Bonifatius van Villers, abt
- 4 juli - H. Elisabeth van Portugal
- 4 juli - Z. Pier Giorgio Frassati, student
- 4 juli - Z. Maria Crocifissa Curcio, kloosterstichster
- 5 juli - H. Antonius Maria Zaccaria, priester
- 6 juli - H. Maria Goretti, maagd en martelares
- 6 juli - H. Godelieve, martelares
- 8 juli - H. Edgar van Engeland, koning
- 8 juli - HH. Killianus en volgelingen, bisschop en martelaar
- 8 juli - H. Landrada, abdis
- 8 juli - Z. Pierre Vigne, ordestichter
- 8 juli - HH. Martelaren van Shanxi, onder wie Amandina van Schakkebroek (Pauline Jeuris) en Marie Adolphine, martelaren
- 8 juli - Z. Pieter de kluizenaar, Prediker
- 8 juli - H. Priscilla
- 9 juli - H. Agilulf, abt, aartsbisschop, martelaar
- 9 juli - Z. Marija Petkopvic, ordestichtster
- 9 juli - HH. Martelaren van Gorcum
- 10 juli - HH. de Zeven Broeders, martelaren
- 10 juli - H. Amalberga van Maubeuge, kloosterzuster, hertogin
- 10 juli - H. Amalberga van Temse, kloosterzuster
- 10 juli - H. Etto, abt
- 11 juli - H. Benedictus, abt, patroon van Europa
- 11 juli - H. Olivier Plunkett, aartsbisschop, theoloog en martelaar
- 12 juli - H. Paulinus van Antiochië, bisschop en martelaar
- 12 juli - H. Johannes Gualbertus, ordestichter
- 13 juli - H. Henricus, keizer
- 13 juli - H. Silas
- 14 juli - H. Camillus de Lellis, priester
- 14 juli - H. Libertus, martelaar
- 15 juli - Z. Bernard van Baden, markgraaf
- 15 juli - H. Bonaventura, bisschop en kerkleraar, O.F.M.
- 15 juli - H. Elisabeth van Habsburg, koningin, weldoenster
- 15 juli - H. Vladimir van Kiev, koning
- 15 juli - Z. Ceslas van Polen, Dominicaner monnik
- 16 juli - H. Helerius, martelaar
- 16 juli - Z. Irmengard van Chiemsee, abdis
- 16 juli - H. Monulphus van Maastricht en Gondulphus van Maastricht, bisschoppen
- 16 juli - H. Reinildis van Kontich, maagd en martelares en gezellen Grimoaldus en Gondolfus, martelaren
- 17 juli - H. Alexius
- 17 juli - H. Turninus van Antwerpen, priester
- 17 juli - H. Fredegand, abt
- 18 juli - H. Arnoldus, bisschop
- 18 juli - Z. Bertha van Marbais, weduwe, abdis
- 18 juli - H. Fredericus, bisschop en martelaar
- 18 juli - H. Simon van Lipnica, priester
- 19 juli - H. Macrina de Jonge, geestelijke
- 20 juli - H. Ansegisus, abt
- 20 juli - H. Margaretha van Antiochië
- 20 juli - H. Margaretha van Ieper, kloosterlinge, mystica
- 20 juli - H. Apollinaris van Ravenna, bisschop
- 21 juli - H. Laurentius van Brindisi, priester en kerkleraar
- 21 juli - Z. Francis de Montmorency Laval, missiebisschop
- 21 juli - H. Arbogast, bisschop
- 21 juli - HH. Julia, Claudius, Jucundinus en Justus van Troyes martelaars
- 21 juli - H. Tremeur van Bretagne, martelaar
- 21 juli - H. Trifine, prinses
- 21 juli - H. Daniël, profeet
- 21 juli - H. Victor (van Marseille)
- 21 juli - H. Praxedis, martelares
- 22 juli - H. Maria Magdalena - Feest, (Mattheus 27:56-28:1 &c.)
- 22 juli - H. Wandregeselus, abt
- 23 juli - H. Birgitta van Zweden, kloosterlinge, co-patrones van Europa
- 23 juli - Z. Margarita de Maturana, kloosterstichtster
- 23 juli - Z. Vasil' Hopko, bisschop
- 24 juli - H. Christiana
- 24 juli - Z. Christina de Wonderbare, mystica
- 24 juli - H. Christina van Bolsena, martelares
- 24 juli - H. Christoffel
- 24 juli - H. Cunegonda van Polen, koningin
- 24 juli - H. Morwenna, prinses
- 24 juli - Z. Louise van Savoye, kloosterlinge
- 25 juli - H. Jacobus, apostel - Feest. (Lukas 6:14 &c.)
- 25 juli - H. Christoffel (thans 24 juli)
- 26 juli - HH. Joachim en Anna, ouders van de maagd Maria †
- 26 juli - H. Pompea, prinses
- 26 juli - H. George Preca, priester
- 27 juli - H. Hugo de Kleine, martelaar
- 27 juli - Z. Titus Brandsma, priester en martelaar, O.Carm.
- 27 juli - H. Pantaleon
- 28 juli - H. Pedro Poveda Castroverde, priester en martelaar
- 28 juli - H. Samson van Dol, bisschop
- 29 juli - H. Marta (Lukas 10:38-42)
- 29 juli - HH. Beatrix, Simplicius en Faustinus van Rome, martelaren
- 29 juli - H. Olaf, koning
- 30 juli - H. Ingeborg van Denemarken, koningin
- 30 juli - H. Petrus Chrysologus, bisschop en kerkleraar
- 31 juli - Z. Cecilia Schelingová, kloosterzuster
- 31 juli - H. Ignatius van Loyola, priester, ordestichter, S.J.
- 31 juli - H. Justin de Jacobis, missiebisschop

## Augustus
- 1 augustus - H. Alfonsus Maria de Liguori, bisschop en kerkleraar
- 1 augustus - H. Floris, graaf, kruisvaarder
- 1 augustus - H. Jonatus, abt
- 1 augustus - H. Almeda, prinses
- 1 augustus - Z.Z. Martelaren van Nowogródek
- 2 augustus - H. Eusebius van Vercelli, bisschop
- 2 augustus - H. Pierre-Julien Eymard, stichter van de Sacramentijnen
- 3 augustus - H. Nikodemus (Johannes 3:1-21)
- 3 augustus - H. Lydia (Handelingen 16:14-40)
- 4 augustus - H. Johannes Maria Vianney (pastoor van Ars), priester
- 5 augustus - Kerkwijding van de basiliek Santa Maria Maggiore
- 5 augustus - H. Abel, aartsbisschop, abt
- 5 augustus - H. Jan van Kamerijk, bisschop
- 5 augustus - H. Oswald, koning
- 5 augustus - H. Theodorik van Kamerijk, bisschop
- 5 augustus - Z. Frederik Jansoone, priester
- 6 augustus - Gedaanteverandering van de Heer - Feest
- 6 augustus - H. Praxedis
- 6 augustus - H. Octavianus, monnik en bisschop
- 7 augustus - H. Afra van Augsburg, martelares
- 7 augustus - H. Gaetano van Thiene, priester, ordestichter
- 7 augustus - H. Sixtus II, paus, en Gezellen; martelaren
- 7 augustus - H. Victricius, missionaris
- 8 augustus - H. Dominicus Guzman, priester, ordestichter, O.P.
- 8 augustus - H. Cyriacus, aartsdiaken en martelaar
- 8 augustus - H. Hugolina van Novarra, kluizenaar
- 8 augustus - Z. Mary MacKillop, ordestichtster
- 9 augustus - H. Teresia Benedicta van het Kruis (Edith Stein), co-patrones van Europa
- 9 augustus - H. Nathy, kloosterstichter
- 9 augustus - Z. Zeferinus Malla, koopman
- 10 augustus - Z. Hugo van Montaigu, bisschop
- 10 augustus - H. Laurentius, diaken en martelaar - Feest
- 10 augustus - H. Philomena, martelares
- 10 augustus - H. Plectrudis, koningin
- 10 augustus - H. Amadeus van Portugal, ordestichter
- 11 augustus - H. Clara van Assisi, maagd, ordestichtster
- 11 augustus - H. Gorik, bisschop
- 11 augustus - H. Susanna van Rome, martelares
- 12 augustus - Z. Karl Leisner, priester
- 12 augustus - H. Marwenna, prinses
- 12 augustus - H. Johanna Francisca de Chantal, kloosterlinge
- 13 augustus - H. Paus Pontianus, paus en de H. Hippolytus, priester; martelaren
- 13 augustus - H. Jan Berchmans, SJ
- 13 augustus - H. Cassianus van Imola, martelaar
- 13 augustus - H. Hippolytus van Rome, martelaar
- 13 augustus - H. Radegundis, koningin
- 13 augustus - Z. Gertrudis van Altenberg abdis
- 13 augustus - ZZ. Francisco Castells, Pedro Martret, Silvestre Arnau, José Juan Perot, José Boher, José Tàpies en Pasqual Araguàs, martelaars
- 13 augustus - H. Benildis, leraar
- 14 augustus - H. Arnold van Soissons, bisschop
- 14 augustus - H. Maximiliaan Kolbe, priester
- 14 augustus - H. Werenfridus, missionaris in de Lage Landen
- 15 augustus - Maria-Tenhemelopneming - Hoogfeest †
- 15 augustus - H. Hyacinthus van Polen, O.P.
- 15 augustus - H. Tarcicius
- 16 augustus - H. Stephanus van Hongarije, koning
- 16 augustus - H. Rochus, pelgrim
- 16 augustus - H. Diomedes van Nicea, arts en martelaar
- 17 augustus - H. Amor, missionaris
- 17 augustus - H. Jeroen van Noordwijk, missionaris en martelaar
- 17 augustus - H. Jeanne Delanoue
- 17 augustus - H. Beatrix da Silva, ordestichtster
- 17 augustus - H. Clara van Montefalco, maagd
- 18 augustus - H. Helena, keizerin
- 18 augustus - H. Alberto Hurtado, priester
- 19 augustus - H. Ezequiel Moreno y Díaz, bisschop, missionaris
- 19 augustus - H. Hugo Green, priester en martelaar
- 19 augustus - H. Johannes Eudes, priester
- 19 augustus - H. Magnus, bisschop
- 20 augustus - H. Bernardus van Clairvaux, abt en kerkleraar, O.Cist.
- 20 augustus - H. Hugo van Tennenbach, priester en monnik
- 21 augustus - H. Pius X, paus
- 21 augustus - Onze Lieve Vrouw van Knock
- 21 augustus - Z. Ladislaus Findysz, martelaar
- 22 augustus - Maria Koningin
- 22 augustus - H. Symphorianus, martelaar
- 23 augustus - H. Rosa van Lima, maagd, O.P.
- 24 augustus - H. Bartolomeus, apostel - Feest
- 24 augustus - H. Emilie de Vialar
- 25 augustus - H. Genesius van Arles, martelaar
- 25 augustus - H. Genesius van Rome, martelaar
- 25 augustus - H. Jozef van Calasanza, priester
- 25 augustus - H. Lodewijk, koning
- 26 augustus - H. Gerbhard II van Konstanz, bisschop
- 27 augustus - H. Monica, weduwe
- 27 augustus - Z. Dominicus Barberi, geestelijke
- 28 augustus - H. Augustinus, bisschop van Hippo en kerkvader
- 28 augustus - Z. Hugo More, martelaar
- 29 augustus - Onthoofding van de H. Johannes de Doper, martelaar
- 29 augustus - Z. Beatrix van Aa, priorin
- 30 augustus - H. Fiacrius, monnik
- 30 augustus - HH. Felix en Adauctus, martelaren
- 30 augustus - Z. Eustachius van Lieshout, missionaris
- 30 augustus - Z. Jeanne Jugan, ordestichtster
- 31 augustus - H. Paulinus van Trier, bisschop en martelaar
- 31 augustus - H. Raymundus Nonnatus, geestelijke
- 31 augustus - Marcello Candia, industrieel.

## September
- 1 september - H. Egidius, kluizenaar
- 1 september - Z. Ghebre Michael, martelaar
- 1 september - H. Neophytus van Lentini, bisschop
- 2 september - Ingrid Elovsdotter, kloosterstichteres
- 2 september - Margaretha van Leuven, maagd
- 2 september - H. Agricola van Avignon, bisschop
- 2 september - H. Valentinus van Straatsburg, bisschop
- 2 september - H. Wilhelmus van Roskilde, bisschop
- 2 september - H. Lolanus van Schotland, kluizenaar
- 2 september - ZZ. Septembermartelaren (onder meer André Grasset de Saint Sauveur, Annet Lanfant, Apollinaris van Posat, Augustin Ambrose Chevreux, Claude François Gagnières des Granges, Jean François Burté, Charles de la Calmette, Charles le Gué, François de la Rochefoucauld, Jacques Friteyre-Durvé, Jean Marie du Lau, Julien Massey, Louis Barreau de la Touche, Louis Longet, Louis de la Rochefoucauld, Pierre Gauguin, Pierre Guérin du Rocher, Pierre Ploquin, Robert Guérin du Rocher, Séverin Girault, Urbain Lefèvre en Vincent le Rousseau de Rosencoat)
- 2 september - H. Wolfsindis van Reichbach, maagd
- 2 september - Z. Antonius Winghe, abt
- 3 september - H. Gregorius de Grote, paus en kerkleraar - Gedachtenis
- 3 september - H. Remaclus, bisschop, abt
- 3 september - Verjaardag van de wijding van de kathedraal - Feest in het Bisdom Roermond
- 4 september - H. Irmgard van Süchtlen, kluizenares
- 5 september - H. Bertinus, abt - Vrije gedachtenis in het Bisdom Brugge
- 5 september - H. Moeder Teresa, ordestichteres
- 6 september - H. Magnus van Füssen, missionaris
- 7 september - H. Clodoaldus, kluizenaar
- 7 september - H. Diederik van Metz, bisschop
- 7 september - H. Hilduardus, bisschop - Vrije gedachtenis in het Bisdom Gent
- 7 september - H. Madelberta, abdis
- 7 september - H. Regina van Alise, martelares
- 7 september - Z. Johannes Baptista Mazzucconi, missionaris
- 8 september - Maria Geboorte - Feest[3] †
- 8 september - H. Adrianus, martelaar
- 8 september - H. Adela van Mesen, koningin-weduwe
- 9 september - H. Audomarus, bisschop - Vrije gedachtenis in het Bisdom Brugge
- 9 september - Z. Eythemia Üffing, kloosterlinge
- 9 september - Z. Jacques Laval, missionaris
- 9 september - Petrus Claver, kloosterling SJ
- 9 september - H. Queranus, kloosterstichter
- 10 september - H. Nicolaas van Tolentino, monnik
- 10 september - H. Theodardus, bisschop en martelaar
- 11 september - HH. Felix en Regula, martelaren
- 11 september - H. Daniel, bisschop
- 12 september - Heilige Naam van Maria - Vrije gedachtenis
- 12 september - H. Guido van Anderlecht
- 12 september - H. Albeus, bisschop
- 12 september - H. Eanswith
- 13 september - H. Amatus, bisschop
- 13 september - H. Johannes Chrysostomus, bisschop en kerkleraar - Gedachtenis
- 13 september - H. Macrobius van Tomi, martelaar
- 14 september - Kruisverheffing - Feest
- 14 september - H. Maternus (van Keulen), bisschop
- 14 september - H. Notburga van Eben
- 15 september - Heilige Maagd Maria, Moeder van Smarten - Gedachtenis
- 15 september - H. Catharina van Genua, mystica
- 16 september - HH. Cornelius, paus, en Cyprianus, bisschop, martelaren - Gedachtenis
- 16 september - H. Ludmilla van Bohemen, hertogin en martelaar
- 17 september - H. Robertus Bellarminus, bisschop en kerkleraar, S.J. - Vrije gedachtenis
- 17 september - H. Lambertus, bisschop en martelaar - verplichte gedachtenis in de Bisdommen Mechelen-Brussel/Antwerpen/Hasselt/'s-Hertogenbosch/Roermond
- 17 september - H. Hildegard van Bingen, mystica
- 18 september - H. Jozef van Cupertino, de vliegende heilige
- 18 september - H. Richardis van Zwaben, keizerin en kloosterstichtster
- 18 september - H. Johannes van Massias, lekenbroeder
- 18 september - Z.Z. Fidel Rodriguez, Jesus Miranda en Carlo Guruceta, martelaars
- 19 september - H. Januarius, bisschop en martelaar - Vrije gedachtenis
- 19 september - Verjaardag van de wijding van de kathedraal van het Bisdom Groningen - Feest in het Bisdom Groningen
- 19 september - H. Alphonsus van Orozco, monnik
- 19 september - Z. Hugo van Sassoferrato, monnik
- 19 september - Z. Maria van Cerevellon, ordestichtster
- 20 september - H. Eustachius, martelaar
- 20 september - HH. Andreas Kim Taegon, priester en Paulus Chong Hasang en gezellen, martelaren - Gedachtenis
- 20 september - Z. Giuseppe Tovini, bankier
- 21 september - H. Debora, profetes
- 21 september - H. Gerulfus, martelaar
- 21 september - H. Matteüs, apostel en evangelist - Feest
- 21 september - H. Mabena, prinses
- 22 september - H. Fokas, martelaar
- 22 september - Z. Ignatius Belvisotti, priester
- 22 september - H. Mauritius en gezellen, martelaren
- 23 september - H. Thecla, martelares
- 23 september - Kerkwijdingsfeest van de kathedrale kerk in het Bisdom Hasselt - Feest
- 23 september - H. Pater Pio (Pius van Pietrelcina), priester - Gedachtenis
- 24 september - Onze Lieve Vrouw van Barmhartigheid
- 24 september - Onze Lieve Vrouw van Walsingham
- 25 september - H. Gerulfus, martelaar - Vrije gedachtenis in het Bisdom Gent
- 25 september - H. Nicolaas van Flüe, kluizenaar
- 25 september - H. Vincentius Strambi, bisschop
- 25 september - Z. Giuseppe Dusmet, aartsbisschop
- 25 september - H. Codocus, bisschop
- 25 september - H. Cadoc, bisschop en martelaar
- 26 september - HH. Cosmas en Damianus, martelaren - Vrije gedachtenis
- 26 september - H. Eugenia, abdis
- 26 september - Z. Luigi Tezza, kloosterling
- 27 september - H. Vincentius a Paulo, priester - Gedachtenis
- 27 september - Z. Scubilion Rousseau, missionaris
- 28 september - HH. Martelaren van China, onder wie Amandina van Schakkebroek
- 28 september - H. Wenceslaus, martelaar - Vrije gedachtenis
- 28 september - HH. Laurentius Ruiz, Lazarus van Kyoto, Antonio Gonzales, Guillaume Courtet en gezellen, martelaren van Japan
- 28 september - H. Eustochium, abdis
- 29 september - HH. Michaël, Gabriël en Rafaël, aartsengelen - Feest
- 29 september - H. Simón de Rojas, O.SS.
- 30 september - H. Hiëronymus, priester en kerkvader - Gedachtenis
- 30 september - H. Sophia van Rome, martelares
- 30 september - Z. Willem van Brussel, abt
- 30 september - Z. Frederik Albert, ordestichter
- 30 september - Z. Anna Maria Tauscher, ordestichtster.

## Oktober
- 1 oktober - H. Theresia van het kind Jezus, maagd en kerklerares - Gedachtenis
- 1 oktober - H. Bavo, edelman -[4]
- 1 oktober - H. Piatus, martelaar
- 1 oktober - H. Urcisinus, bisschop
- 2 oktober - H. Beregisius, kloosterstichter, abt
- 2 oktober - HH. Engelbewaarders - Gedachtenis
- 2 oktober - H. Leodegarius, bisschop, martelaar
- 2 oktober - Z. Jan Beyzym, priester
- 3 oktober - HH. Ewalden
- 3 oktober - H. Gerardus van Brogne, abt
- 3 oktober - H. Théodore Guerin, kloosterzuster
- 4 oktober - H. Franciscus van Assisi - Gedachtenis
- 5 oktober - H. Luigi Scrosoppi, ordestichter
- 5 oktober - H. Maria Faustina Kowalska kloosterlinge, zieneres
- 5 oktober - Z. Bartolomeo Longo, advocaat
- 5 oktober - Z. Aloysius Scorosoppi, ordestichter, priester
- 6 oktober - H. Bruno van Keulen, ordestichter, priester
- 6 oktober - Z. Broeder Isidoor De Loor, kloosterling
- 6 oktober - Z. Marie Rose Durocher, ordestichtster
- 7 oktober - H. Heilige Maagd Maria van de Rozenkrans - Gedachtenis
- 7 oktober - H. Geraldus van Keulen, pelgrim
- 8 oktober - H. Amor van Aquitanië, kloosterstichter
- 8 oktober - H. Badilo, abt
- 8 oktober - H. Hugo Canefro, monnik
- 8 oktober - H. Keyna, prinses
- 8 oktober - H. Lodewijk van Thüringen, landgraaf
- 9 oktober - H. Dionysius, bisschop, en Gezellen; martelaren - Vrije gedachtenis
- 9 oktober - H. Ghislenus, abt
- 9 oktober - H. Johannes Leonardus, priester
- 9 oktober - HH. Lambertus en Valerius, monniken
- 9 oktober - HH. Martelaren van Turon (Anicet Adolfo, Augusto Andrés, Benito de Jesús, Benjamín Julián, Cirilo Bertrán, Inocenzio de la Immaculada, Julián Alfredo, Marciano José en Victoriano Pio), martelaren
- 9 oktober - H. Sybille van Gages, kloosterlinge
- 9 oktober - H. Ludovicus Beltrán, O.P.
- 10 oktober - HH. Cassius en Florentius, martelaren
- 10 oktober - H. Daniel Comboni, bisschop
- 10 oktober - H. Gereon van Keulen, martelaar
- 10 oktober - Z. Hugo van Mâcon, bisschop
- 10 oktober - H. Hugolinus, martelaar
- 10 oktober - H. Victor van Xanten, martelaar
- 10 oktober - Onze-Lieve-Vrouw Sterre der Zee, feest in de stad Maastricht en gedachtenis in de rest van Limburg
- 11 oktober - H. Bruno de Grote, aartsbisschop
- 11 oktober - H. Canicus, kloosterstichter
- 11 oktober - H. Gummarus van Lier, kluizenaar
- 11 oktober - H. Quirinus van Malmedy, priester, martelaar
- 12 oktober - H. Edwin van Northumbria, koning en martelaar
- 12 oktober - H. Herlindis van Aldeneik, abdis
- 12 oktober - Z. Joao Bosco Burnier SJ, martelaar
- 12 oktober - H. Mobhi, kloosterstichter
- 12 oktober - H. Wilfrid van York, bisschop
- 13 oktober - H. Bertholdus, bisschop
- 13 oktober - H. Geraldus van Aurillac, graaf
- 14 oktober - H. Callistus I, paus en martelaar - Vrije gedachtenis
- 14 oktober - H. Donatianus, bisschop
- 15 oktober - Z. Odilo, abt
- 15 oktober - H. Theresia van Ávila, maagd en kerklerares - Gedachtenis
- 16 oktober - H. Hedwig, kloosterlinge
- 16 oktober - H. Margaretha Maria Alacoque, maagd
- 16 oktober - H. Mommolinus, bisschop
- 16 oktober - H. Gerardus Majella, kloosterling, C.ss.R.
- 16 oktober - Z. Augustinus Thevarparampil, priester
- 16 oktober - H. Boudewijn van Boekel, monnik
- 17 oktober - H. Ignatius van Antiochië, bisschop en martelaar - Gedachtenis
- 18 oktober - H. Lucas, evangelist - Feest
- 18 oktober - H. Petrus van Alcantara, kloosterhervormer
- 18 oktober - H. Muno, kluizenaar, martelaar
- 19 oktober - HH. Jean de Brébeuf en Isaac Jogues, priesters, en Gezellen (Martelaren van Noord-Amerika); martelaren - Vrije gedachtenis
- 19 oktober - H. Paulus van het Kruis, priester
- 20 oktober - H. Wendelinus van Trier, kluizenaar
- 21 oktober - H. Hugo van Ambroney, abt
- 21 oktober - Z. Karel I van Oostenrijk, keizer
- 21 oktober - H. Ursula, martelares
- 21 oktober - H. Wendelinus, kluizenaar, abt
- 22 oktober - H. Cordula, martelares
- 23 oktober - H. Johannes de Capistrano, priester - Gedachtenis bij het Militair ordinariaat in Nederland
- 23 oktober - H. Oda van Amay, abdis
- 23 oktober - H. Clether, prins
- 23 oktober - H. Domitius van Amiens, geestelijke
- 24 oktober - H. Antonius Maria Claret, bisschop - Vrije gedachtenis
- 24 oktober - H. Evergislus, bisschop en martelaar
- 25 oktober - HH. Crispinus en Crispinianus, martelaren
- 25 oktober - Verjaardag van de wijding van alle kerken waarvan de wijdingsdatum onbekend is - Hoogfeest (Nederlandse kerkprovincie)
- 26 oktober - H. Demetrius van Thessaloniki, martelaar
- 27 oktober - H. Frumentius van Ethiopië, bisschop
- 28 oktober - Z. Alberic van Stavelot, abt
- 28 oktober - H. Angelinus van Stavelot, abt
- 28 oktober - H. Godwin, abt
- 28 oktober - HH. Simon en Judas, apostelen - Feest
- 29 oktober - H. Ermelindis, kluizenaar
- 29 oktober - H. Sigolinus van Stavelot, abt
- 29 oktober - Z. Gaetano Errico, ordestichter
- 31 oktober - H. Foillan, bisschop en martelaar
- 31 oktober - H. Wolfgang van Regensburg, bisschop
- 31 oktober - H. Quintinus, martelaar

## November
- 1 november - Allerheiligen - Hoogfeest, Caesarius van Afrika
- 1 november - H. Floribertus van Gent, abt
- 1 november - H. Harald van Denemarken, koning
- 1 november - Z. Rupert Mayer, kloosterling SJ
- 2 november - Gedachtenis van alle overleden gelovigen. Allerzielen
- 2 november - Z. Margaretha van Lotharingen, hertogin, kloosterstichtster
- 3 november - H. Martinus van Porres, kloosterling
- 3 november - H. Hubertus, bisschop
- 3 november - H. Odrada van Balen, maagd
- 3 november - H. Winifred, heilige uit Wales
- 4 november - H. Carolus Borromeus, bisschop
- 4 november - H. Perpetuus, bisschop
- 5 november - Z. Bernhard Lichtenberg, priester en martelaar
- 6 november - H. Leonardus van Limoges, abt
- 6 november - Z. Josepha Naval Girbes, maagd
- 6 november - H. Iltutus, monnik
- 7 november - H. Willibrord, bisschop, verkondiger van ons geloof, patroon van de Nederlandse kerkprovincie - Hoogfeest (Nederlandse kerkprovincie)[5]
- 7 november - Z. Franciscus Palau y Quer, geestelijke
- 8 november - Z. Johannes Duns Scotus, O.F.M.
- 8 november - H. Elisabeth van de Drievuldigheid, geestelijke
- 9 november - kerkwijding van de basiliek van Sint-Jan van Lateranen - Feest
- 10 november - H. Leo de Grote, paus en kerkleraar
- 11 november - H. Bertuinus van Malonne, kloosterstichter
- 11 november - Z. Eugenio Bossilkov, bisschop en martelaar
- 11 november - H. Martinus van Tours, bisschop
- 12 november - H. Cunibertus van Keulen, bisschop
- 12 november - H. Josafat Kuncewycz, bisschop en martelaar
- 12 november - Z. Gregor Lakota, martelaar
- 12 november - H. Livinus van Gent, bisschop
- 13 november - H. Brixius, bisschop
- 13 november - Nicolaas I, de Grote, paus
- 13 november - H. Agostina Livia Pietrantoni, religieuze
- 13 november - H. Homobonus van Cremona, kleermaker, koopman
- 14 november - H. Serapion, monnik
- 14 november - H. Dubritius, bisschop
- 15 november - H. Albertus de Grote, bisschop en kerkleraar
- 15 november - H. Leopoldus, markgraaf en kloosterstichter
- 15 november - H. Machutus, bisschop
- 15 november - H. Raphael van de Heilige Jozef Kalinowski, priester
- 15 november - Z. Hugo Faringdon, martelaar
- 16 november - H. Margaretha van Schotland, koningin en weduwe
- 16 november - H. Gertrudis, maagd
- 17 november - H. Elisabeth van Hongarije, moniale
- 17 november - H. Hugo van Avalon, bisschop
- 17 november - H. Hugo van Noara, abt
- 17 november - Z. Josaphat Kocylovskyj, martelaar
- 18 november - Kerkwijding van de Basilieken van de apostelen Petrus en Paulus
- 18 november - H. Rose Philippine Duchesne
- 19 november - H. Mechthildis van Hackeborn (Helfta)
- 19 november - Z. Salvatore Lilli, martelaar
- 20 november - H. Autbodus, missionaris
- 20 november - Z. Maria Fortunata Viti, geestelijke
- 21 november - Opdracht van de heilige maagd Maria in de tempel †
- 21 november - H. Gelasius I, paus
- 22 november - H. Caecilia, maagd en martelares
- 22 november - H. Philemon, bisschop en martelaar
- 22 november - Z.Z. Martelaren van Armenië (Baldji Oghlou Ohannes, David Oghlou David, Dimbalac Oghlou Wartavar, Geremia Oghlou Boghos, Khodianin Oghlou Kadir, Kouradji Oghlou Tzeroum, Salvatore Lilli en Toros Oghlou David)
- 23 november - H. Felicitas van Rome, martelares
- 23 november - H. Clemens I, paus en martelaar
- 23 november - H. Columbanus, abt
- 23 november - H. Trudo van Haspengouw, abt
- 23 november - Z. Margaretha van Savoye, kloosterling
- 23 november - H. Wilfetrudis van Nijvel, abdis
- 23 november - Z. Miguel Pro, martelaar
- 24 november - H. Sint Chrysogonus, martelaar
- 24 november - H. Colman van Cloyne bisschop
- 24 november - HH. Andreas Dung-Lac, priester en metgezellen, martelaren
- 25 november - H. Albert van Leuven, bisschop
- 25 november - H. Catharina van Alexandrië
- 26 november - Z. Hugo Taylor, martelaar
- 26 november - H. Koenraad van Konstanz
- 27 november - H. Acharius, bisschop
- 27 november - H. Bilhildis van Mainz, abdis
- 27 november - H. Menefrew, prinses
- 27 november - H. Oda van Brabant, kluizenaar
- 28 november - H. Catharina Labouré, religieuze
- 29 november - Onze Lieve Vrouw van Beauraing
- 30 november - H. Andreas, apostel - Feest

## December
- 1 december - H. Ansanus de Doper, martelaar
- 1 december - H. Nathalia van Nicodemië, weduwe
- 1 december - H. Blanca van Castilië, koningin, kloosterlinge
- 1 december - H. Eligius, bisschop
- 1 december - Z. Charles de Foucauld
- 1 december - Z. Marie Clémentine Anuarite Nengapeta, kloosterlinge, martelares
- 1 december - H. Edmund Campion, priester en martelaar
- 1 december - H. Agericus, bisschop
- 1 december - H. Leontius van Fréjus, bisschop
- 1 december - H. Resignatus, bisschop
- 2 december - H. Bibiana, martelaar
- 2 december - Z. Jan van Ruusbroec, mysticus
- 2 december - Z. Johannes Sleziuk, priester
- 3 december - H. Franciscus Xaverius, priester
- 4 december - H. Giovanni Calabria, priester, ordestichter
- 4 december - H. Johannes van Damascus, priester en kerkleraar
- 4 december - H. Barbara van Nicomedië, maagd en martelares
- 4 december - Z. Adolph Kolping, priester
- 5 december - H. Sabbas van Jeruzalem
- 6 december - H. Nicolaas van Myra, bisschop
- 6 december - Z. Petrus Paschasius, kerkgeleerde en martelaar
- 7 december - H. Ambrosius, bisschop en kerkleraar
- 7 december - H. Victor van Piacenza, bisschop
- 8 december - Onbevlekte Ontvangenis van de heilige maagd Maria - Hoogfeest †
- 9 december - H. Petrus Fourier, priester
- 9 december - H. Juan Diego
- 10 december - H. Eulalia van Mérida, martelares
- 11 december - H. Damasus I, paus
- 11 december - Z. Hugolinus Magalotti, kluizenaar
- 12 december - H. Columba van Terryglass, kloosterstichter
- 12 december - H. Juan Diego Cuauhtlatoatzin (O.L.V. van Guadalupe)
- 12 december - H. Callixtus II, paus
- 12 december - H. Finnian van Clonard, kloosterstichter
- 13 december - H. Aubertus van Kamerijk, bisschop
- 13 december - H. Lucia, maagd en martelares
- 13 december - H. Odilia, abdis
- 13 december - H. Roswinda, abdis
- 14 december - Z. Francisca Schervier, ordestichteres
- 14 december - H. Johannes van het Kruis, priester en kerkleraar
- 15 december - Z. Carlo Steeb, ordestichter
- 16 december - H. Adelheid, keizerin
- 17 december - H. Johannes de Matha, ordestichter
- 17 december - H. Begga, abdis
- 17 december - H. Wivina, kluizenaar, abdis
- 19 december - Kuise Susanna (Daniël 13, apocrief)
- 20 december - H. Dominicus van Silos, abt
- 21 december - H. Petrus Canisius, priester en kerkleraar
- 22 december - H. Francisca Xaveria Cabrini, kloosterlinge
- 23 december - H. Dagobert, koning
- 23 december - H. Johannes van Kenty, priester
- 23 december - H. Antonius van Sint-Anna, priester
- 23 december - H. Thorlac, bisschop
- 24 december - H. Adela van Pfalzel, kloosterstichtster, abdis
- 24 december - H. Irmina van Oeren, kloosterstichtster, abdis
- 24 december - H. Victoria van Rome, martelares
- 25 december - Geboorte van de Heer - Hoogfeest (Lukas 2:7)
- 25 december - H. Adalsindis, kloosterlinge
- 25 december - H. Albert Chmielowski, ordestichter
- 25 december - H. Anastasia van Sirmium, maagd en martelares
- 25 december - Z. Maria van de Apostelen Wüllenweber, ordestichtster
- 26 december - H. Stefanus, diaken en eerste martelaar - Feest (Handelingen 7)
- 27 december - H. Fabiola, weldoenster
- 27 december - H. Johannes, apostel en evangelist - Feest
- 27 december - Z. Francesco Spoto, priester, martelaar
- 28 december - HH. Onnozele Kinderen, martelaren - Feest (Mattheus 2:16)
- 28 december - Z. Catharina Volpicelli, ordestichster
- 29 december - H. Ebrulfus, abt
- 29 december - H. Thomas Becket, bisschop en martelaar
- 31 december - H. Silvester I, paus
- 31 december - H. Catharina Labouré, religieuze
- 31 december - H. Johannes Franciscus Régis, priester

§ De naam staat niet in de bijbel maar is uit de traditie afkomstig.
† Geen bijbelse gebeurtenis